# Placido Nigido
Placido Nigido (oder Nicito; Mineo, * 6. Oktober 1570; †  um 1640 in Palermo) war ein italienischer Theologe und ehemaliger Jesuit, der den Begriff Mariologie im 17. Jh. gemünzt hat.

## Leben
Im Jahr 1586 trat Nigido in die Gesellschaft Jesu ein. Seine Studien führten ihn zunächst nach Monreale und dann nach Messina; neben seiner Heimatstadt residierte er in Syrakus, Monreale und schließlich in Palermo. Im Jahr 1613 verließ Nigido aufgrund gesundheitlicher Probleme die Gesellschaft und ließ sich endgültig als Diözesanpriester in der sizilianischen Hauptstadt nieder, wo er sich dem Studium und karitativen Werken widmete. Er zog sich in die Kirche Santa Maria di Oreto zurück, wo er einige seiner mariologischen Werke verfasste. Er starb um 1640 in Palermo.

## Wirken

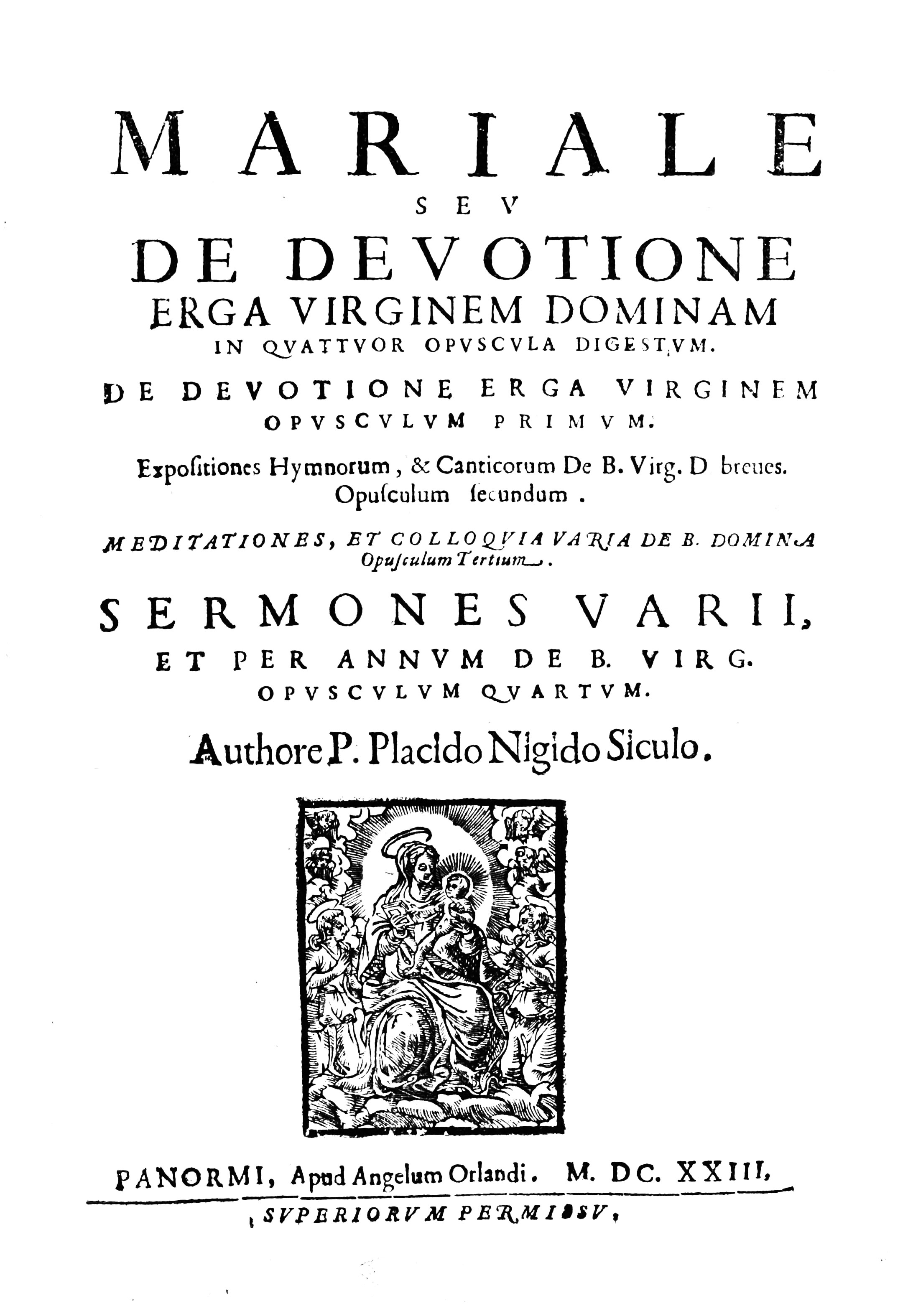
Titelblatt des Mariale von Placido Nigido (1623)

Aufbauend auf dem Werk von Francisco Suárez, dem Autor des ersten modernen marianischen Traktats (1584), schrieb er eine Summa sacrae Mariologiae (1602), in der er das Wort Mariologie prägte. Der Text wurde unter dem Namen seines Bruders Nicola Nigido (ebenfalls 1569 in Mineo geboren) veröffentlicht. Nigido gilt als der Begründer der modernen Mariologie.
Nigido verwarf die Begriffe Parologie und Theotokologie, da sie seiner Meinung nach den mariologischen Diskurs einschränken würden. Der Begriff Mariologie, der auf dem Eigennamen der Jungfrau beruht, sei analog zum Begriff Theologie (die Lehre von Gott) zu verstehen. Im Gegensatz zu seinen Vorgängern, schlug der sizilianische (Ex-)Jesuit eine Mariologie „außerhalb“ Mariens auf, das heißt als selbständiger Teil der Theologie. Da die Jungfrau immer auf Gott verweist, ist die Mariologie immer auch Theologie.

## Werke
- Summa sacrae Mariologiae, p. I, Palermo, 1602.
- In Cantica Canticorum expositio duplex, verbalis siue grammaticalis, & litteralis de Beata Virgine domina…, Urbino, 1616.
- Mariale seu De deuotione erga Virginem dominam in quattuor opuscula digestum, Palermo, 1623.
- In threnos siue lamentationes Ieremiae. Expositiones variae, Palermo, 1628.
- Hortus Delitiarum Beatae Mariae Virginis, ad quem Christi Fideles confugientes flores deuotionis erga Deiparam colligunt…, Palermo, 1638.